# No soy una bruja
No soy una bruja (título internacional en inglés: I Am Not a Witch) es una película dramática de 2017 dirigida por Rungano Nyoni y producida entre Zambia, Francia, Alemania y el Reino Unido. Fue exhibida en la sección de la Quincena de Realizadores en el Festival de Cannes de 2017 y ganó un Premio BAFTA al mejor director, guionista o productor británico novel.

## Sinopsis
Una pequeña llega a un pueblo y rápidamente es acusada de ser una bruja. Cuando se niega a responder a las preguntas que confirman o niegan la acusación, es presentada ante un médico brujo, el cual ordena llevarla a un pequeño campamento formado por brujas ancianas, donde una de ellas la bautiza "Shula".

## Reparto
- Maggie Mulubwa es Shula
- Nellie Munamonga es la oficial de policía
- Dyna Mufuni es la líder
- Nancy Murilo es Charity

## Recepción
La película fue elogiada por la crítica, quienes destacaron la labor de la cineasta Rungano Nyoni y de la protagonista Maggie Mulubwa. Actualmente cuenta con un 97% de aprobación en Rotten Tomatoes, con un índice de audiencia promedio de 7.4 sobre 10. Según Mark Kermode de The Observer, "El primer largometraje de Rungano Nyoni, la historia de una niña en Zambia acusada de brujería, es cómico, trágico y cautivantemente hermoso". Escribiendo para la revista Variety, Jessica Kiang afirmó: "El enfoque de Nyoni puede ser en sí mismo algo caótico y oblicuo para ser totalmente comprensible (en particular, sus contrapuntos musicales pueden excederse y algunas de las elipses narrativas pueden llegar a confundir). Pero en la investigación de las dicotomías de antiguo y moderno, familiar y ajeno, prosaico y místico, es evidente que tiene mucho que decir, y ahora, gracias a este vigorizante, intrigante y provocador debut, tiene toda una carrera por delante para hacerlo".